# Ottobeuren
Ottobeuren je trg na zgornješvabskem okrožju Unterallgäu na Bavarskem in sedež upravne skupnosti Ottobeuren, ki vključuje tudi skupnosti Böhen in Hawangen.
Kraj je v glavnem znan po benediktinskem samostanu Ottobeuren.

## Geografija
Ottobeuren leži približno 10 kilometrov jugovzhodno od Memmingena v regiji Donava-Iller. Za krajino je značilen razgiban relief, ki ga tvorijo prodni nanosi zadnje ledene dobe. Območje pripada Zgornji Švabski.  Skozi občino teče reka Zahodni Günz.
Občino sestavljajo katastrske občine Ottobeuren, Betzisried, Guggenberg, Haitzen in Ollarzried ter del Lachna (drugi del je v občini Lachen).
Občina Ottobeuren vključuje kraje Bäuerle, Betzisried, Bibelsberg, Böglins, Boschach, Brüchlins, Bühl, Daßberg, Dennenberg, Eggisried, Eheim, Eheimer Mühle, Eldern, Fröhlins, Geislins, Guggenberg, Gumpratsried, Gut, Hahnenbühl, Haitzen, Halbersberg, Hessen, Hofs, Höhe, Kloster Wald, Langenberg, Leupolz, Neuvogelsang, Niebers, Oberhaslach, Oberried, Ölbrechts, Ollarzried, Rempolz, Reuthen, Schachen, Schellenberg, Schiessenhof, Schochenhof, Schoren, Schrallen, Steeger, Stephansried, Unterhaslach, Unterschochen, Vogelsang, Wetzlins und Wolferts. 
1. januarja 1972 so bile vključene prej neodvisne skupnosti Betzisried, Guggenberg in Haitzen. 1. julija 1972 je bil dodan Ollarzried. 1. maja 1978 so sledili deli ozemlja sosednje skupnosti Lachen  (Niebers in Schiessenhof).

## Zgodovina

### Do 18. stoletja
Po legendi je bil Ottobeuren ustanovljen okoli leta 550 kot kolonija, ki jo je Uot imenoval Uotbeuren. V 8. stoletju je bila vas frankovskega cesarja in sedež grofa Silacha. Benediktinski samostan Ottobeuren je bil ustanovljen leta 764. Leta 972 je bil  samostan cesarja Otona I. povzdignjen v cesarsko opatijo. Cerkev in samostan sta bila na novo zgrajena v 11. stoletju, obnovljena po požarih v 11. in 12. stoletju. Leta 1365 je opatija izgubila svojo neodvisnost in postala del škofije Augsburg. Romanska cerkev je bila v 16. stoletju poškodovana v nemški kmečki vojni in do leta 1558 obnovljena v renesančnem slogu. Že v tridesetletni vojni je bil samostan poškodovan in pokraden.
Ko je opat Rupert Ness ponovno pridobil cesarsko neposrednost, je leta 1711 začela popolna obnova samostanskega kompleksa v baročnem slogu. Nazadnje, od 1737 do 1766, je bila zgrajena velika nova samostanska cerkev (današnja "bazilika"), ki je zaključila baročno "Gesamtkunstwerk" (skupno umetniško delo) Ottobeuren. Z zamudo dveh let, je bila leta 1766 praznovana obletnica tisočletnega samostana v novi cerkvi.

### 19. in 20. stoletje
Leta 1802 je bil samostan prenesen na Kraljevino Bavarsko kot del sekularizacije. Konvent benediktinskega samostana se je nadaljeval, saj so menihom dovolili, da ostanejo v samostanskem traktu, vendar ni bilo novih sprejemov. Drugi deli samostana so bili uporabljeni kot okrajno sodišče, vojašnica in za stanovanja. Leta 1834 je bil samostan pod kraljem Ludvikom I. ponovno ustanovljen kot podružnica samostana sv. Štefana v Augsburgu, leta 1918 pa je postal ponovno samostojna opatija. Ottobeuren je edini izmed velikih zgornješvabskih baročnih samostanov, ki ima meniško tradicijo, ki je ni prekinila sekularizacija. Tam živi okoli 20 benediktinskih menihov. Samostanski kompleks se trenutno uporablja tudi kot muzej, šola in center za usposabljanje. Ob 1200. obletnici ustanovitve samostana so cerkev in samostan leta 1964 temeljito prenovili. 1952 so posneli v Ottobeurenu velik del pravljičnega filma Der Zwerg Nase (Palčkov nos).
Zgodovina trg Ottobeuren je tesno povezana z zgodovino samostana. Po sekularizaciji je samostanska cerkev postala župnijska cerkev, župnijska cerkev sv. Petra je bila zaprta in kasneje obnovljena kot šola. Ottobeuren je priznano Kneippovo zdravilišče od leta 1957, s čimer je ohranil dediščino pastorja Sebastiana Kneippa, ki se je rodil v okrožju Stephansried in odraščal v Ottobeurenu. Zaradi bližine počitniške regije se Allgäu se je  Ottobeuren trži s sloganom Allgäu za čute.

## Kultura in znamenitosti
Ottobeuren kot celota je ena glavnih atrakcij na vzhodni smeri zgornješvabske baročne ceste. Središče kraja je samostan Ottobeuren z dominantno poznobaročno baziliko sv. Aleksandra in Teodorja.
24. maja 2014 je bil odprt Muzej sodobne umetnosti - Diether Kunerth, ki je posvečen delu umetnika iz Ottobeurena, Dietherja Kunertha.
Blizu hotela am Bannwald je okoli leta 1885 Lurdska jama, nad njo pa Oljska gora z liki iz litega železa v naravni velikosti. Križev pot je bil razstavljen in čaka na novo postavitev.
Allgäuer Volkssternwarte Ottobeuren, najstarejši in največji javni observatorij v osrednji Švabski, je približno kilometer južno od Ottobeurena in ima 60 cm najnovejši tip teleskopa. Obstajajo redne javne ture in posebne ture.

## Turizem
Ottobeuren je postaja več turističnih poti. To je ena od glavnih lokacij vzhodne poti Zgornješvabske baročne poti, je kot stransko mesto na Schwäbischen Bäderstraße, na pohodniški poti Sebastiana Kneippa, bavarsko-švabski Jakobuspilgerweg in na mlinski cesti Zgornje Švabske.

## Pobratena mesta
Ottobeuren je pobraten z:
- Norcia, Italija
- Saint-Donat-sur-l'Herbasse, Francija
- Tenterfield, Novi južni Wales, Avstralija